# Maximilien Globensky
Maximilien Globensky (ur. 15 kwietnia 1793, zm. 16 czerwca 1866) – brytyjski podpułkownik polskiego pochodzenia, uczestnik wojny amerykańsko-brytyjskiej w 1812 roku, syn Augusta Globensky’ego.
Urodził się w Verchères w Dolnej Kanadzie jako siódme dziecko Augusta Globensky’ego. W 1812 roku, w czasie wojny amerykańsko-brytyjskiej, służył w piechocie. Walczył pod Chateuguay, Lacolle i Ormstown. Po wojnie został awansowany na podporucznika i pozostał w wojsku.
Po wybuchu rebelii w Dolnej Kanadzie Globensky uzyskał zgodę na zaciąg ochotników i objął nad nimi dowództwo. 14 grudnia 1837 roku jego oddział wspierał wojska brytyjskie w bitwie pod Saint-Eustache, następnie Globensky otrzymał rozkaz pozostania w miejscowości i utrzymania w niej porządku.
Za zasługi jego rodzina została doceniona przez państwo. W 1875 roku jego syn, Charles Auguste Maximilien Globensky, został członkiem Parlamentu Kanady.
Zmarł w Saint-Eustache 16 czerwca 1866 roku.